# フェルディナント・マクシミリアン・フォン・バーデン＝バーデン
フェルディナント・マクシミリアン・フォン・バーデン＝バーデン（Ferdinand Maximilian von Baden-Baden, 1625年9月23日 - 1669年11月4日）は、バーデン＝バーデン辺境伯の世嗣（Erbprinz）。

## 生涯
バーデン＝バーデン辺境伯ヴィルヘルムとホーエンツォレルン＝ヘヒンゲン侯ヨハン・ゲオルクの娘カタリーナ・ウルズラの長男。
1653年、パリでカリニャーノ公トンマーゾ・フランチェスコの次女でプリンツ・オイゲンの叔母ルイーザ・クリスティーナと結婚、ルートヴィヒ・ヴィルヘルムを儲けたが、ルイーザ・クリスティーナはバーデンへ行くことを拒否、息子と共にパリに残った。後にフェルディナント・マクシミリアンは息子をバーデンへ連れて行った。
1669年、ハイデルベルクでプファルツ選帝侯カール1世ルートヴィヒと狩猟中に死亡した。ルートヴィヒ・ヴィルヘルムは祖父ヴィルヘルムの後妻マリア・マグダレーナ・フォン・エッティンゲン＝カッツェンシュタインに引き取られ、1677年のヴィルヘルムの死後バーデン＝バーデン辺境伯位を継承した。